# ICAR Comercial
ICAR Comercial este un avion destinat transportului de pasageri construit la ICAR din București.
De asemenea acesta este primul avion de transport construit în România.

## Istoric
ICAR Comercial este realizat după proiectul german BFW (Bayerishe Flugzeugwerke) M.36. Inițial firma germană a prezentat oferta proiectului la IAR Brașov, acesta urmând sa fie echipat cu motoare Gnome&Rhone 7K de 450 CP (337 kW), motoare care urmau sa fie produse la IAR Brașov. Contractul nu a fost însă semnat iar proiectul a fost preluat de fabrica ICAR, care avea colaborări mai vechi cu BFW.
Aparatul a fost echipat cu un motor Siddeley Serval Mk.I de 340-380 CP(284 kW), iar după testele de exploatare la compania LARES a fost reechipat cu un motor Lorraine-Dietrich Mizar 47 de 300 CP(224 kW). Instalația de combustibil era compusă din patru rezervoare de 80 de litri în aripă și un rezervor de echilibrare în coadă înaintea ampenajelor. Structura mixtă lemn-metal era extrem de robustă. Aripa superioară, profil Gottigen nr. 2770, trapezoidală (3114-947mm), monolonjeron cu nervuri dese era acoperită cu placaj ai pânză. Pe bordul de fugă al planurilor erau prevăzute eleroane (2,85 m) și flapsuri (3,25 m). Fuzelajul metalic din țevi de crom-molibden este acoperit cu placaj și pânză. Ampenajul era unul orizontal cu o deschidere de 4,6 m, trapezoidal (1505-426 mm), fiind de asemenea acoperit cu placaj și pânză. Ampenajul vertical, clasic , cu compensatoare de direcție. 
Cabina dispunea de 6 locuri pentru pasageri și două posturi pentru piloți. În exploatare un loc de pasager a fost desființat, mărindu-se capacitatea de transport pentru bagaje și poștă.
Prototipul, singurul aparat de acest tip construit, având numărul de fabricație 117 și înregistrat la Registrul Aerian Român în data de 29 ianuarie 1935, a primit înmatricularea YR-ACS. Aparatul figurează cu licență M.36 și are ca operator aerian compania LARES.
YR-ACS a intrat în exploatare pe liniile aeriene interne la data de 1 septembrie 1935. Până la data de 1 august 1940 aparatul efectuase 218 ore și 39 min. de zbor. Aparatul a operat în timpul războiului pana la 31 decembrie 1943 (ultimul zbor), pe aerodromul Băneasa iar la 26 ianuarie 1944 a fost radiat, fiind casat.
Avionul era vopsit integral albastru și avea o săgeată alba dealungul fuzelajului iar înmatriculările erau vopsite cu alb. 
Fabrica ICAR București a proiectat o variantă îmbunătățită a acestui tip de avion dotat cu trei motoare, dar care nu a mai fost construită.

## Caracteristici (ICARComercial)

### Caracteristici generale
Echipaj: 2: Pilot, Navigator 
Pasageri : 6
Caracteristici tehnice:
- Lungime: 9,80 m
- Anvergură: 15,40 m
- Înălțime: 2,78 m
- Suprafață portantă: 30,50 m2
- Masă (gol): 1320 kg
- Masă (gata de zbor): 2250 kg
- Motor: 1 x 1 × Armstrong Siddeley Serval I, în stea cu 10 cilindri, răcit cu aer, 340 CP

### Performanțe
- Viteză maximă: 260 km/h
- Viteză de croazieră: 210-220 km/h
- Viteză minimă: 111 km/h
- Rază de acțiune: 660-700 km
- Plafon de zbor: 6000 m

## Utilizatori
- Regatul României